# Rio Branco (vattendrag i Brasilien, Rondônia, lat -9,20, long -64,37)
Rio Branco är ett vattendrag i Brasilien.   Det ligger i delstaten Rondônia, i den västra delen av landet, 1 900 km väster om huvudstaden Brasília.
I omgivningarna runt Rio Branco växer i huvudsak städsegrön lövskog. Trakten runt Rio Branco är nära nog obefolkad, med mindre än två invånare per kvadratkilometer.